# Псевдоксенодонтові
Псевдоксенодонтові, або Несправжні ксенодонти (Pseudoxenodontinae) — підродина неотруйних змій родини Полозові (Colubridae).

## Таксономія
Одна з 10 підродин родини Полозові, встановлена 1987 року. Включає 3 роди та 13 видів.

## Опис
Загальна довжина представників цієї підродини коливається від 40 до 1,2 м. Голова стиснута з боків. Очі середнього або великого розміру. Зіниці круглі. Тулуб сильний, міцний. Особливістю несправжніх ксенодонтів є наявність дуже глибокого роздвоєного ґеміпеніс.
Забарвлення коричневе, чорне. оливкове, буре з різними відтінками.

## Спосіб життя
Полюбляють тропічні ліси, гірські місцини, райони біля водойм. Зустрічаються ни висоті 1200—4000 м над рівнем моря. Активні вдень. Харчуються земноводними, ящірками.
Це яйцекладні змії. Самиці відкладають до 30 яєць.

## Розповсюдження
Мешкають у Південно-Східній та Східній Азії.

## Види
- Plagiopholis
- Pseudoxenodon
- Thermophis